# 比奇芒廷 (北卡羅萊納州)
比奇芒廷（英語：Beach Mountain）是一個位於美國北卡羅萊納州埃弗里縣及沃托加縣的城鎮。

## 人口
根據2020年美國人口普查的數據，比奇芒廷的面積為16.82平方千米，當中陸地面積為16.78平方千米，而水域面積為0.03平方千米。當地共有人口675人，而人口密度為每平方千米40人。